# Keldağ
Der Keldağ, Kel Dağı, (deutsch: ‚Kahler Berg‘) auch Kılıç Dağı (deutsch: ‚Schwertberg‘), arabisch Dschabal al-Aqra (arabisch جبل الأقرع, DMG Ǧabal al-Aqraʿ ‚Kahler Berg‘; auch Jabal al-Aqra oder Jebel al-Akra transkribiert; auch Cebeli akra) oder Kasios-Berg (armenisch Կասիոս լեռը Kasios ler’y'; altgriechisch Κάσιον ὂρος Kásion óros, lateinisch Casius Mons) ist ein Berg an der Grenze zwischen Syrien und der Türkei, nahe der Mündung des Orontes ins Mittelmeer und etwa 40 Kilometer nördlich der bronzezeitlichen Stadt Ugarit und 65 km südwestlich des modernen Antakya. Der 1736 Meter hohe Berg liegt nahe an der Küste und dient der Seefahrt als Orientierungspunkt. Administrativ gesehen liegt der syrische Teil des Berges auf dem Gebiet der armenisch geprägten Kleinstadt Kessab im Gouvernement Latakia, der türkische Teil im Landkreis Yayladağı der Provinz Hatay.

## Bedeutung
Der Keldaġ war ein heiliger Berg, der in mehreren Religionen eine Rolle spielte.

### Ḫazzi
Bei den Hethitern und Hurritern hieß der Berg Ḫazzi, der mit dem nicht lokalisierbaren Berg Namni das Berggötterpaar Namni und Ḫazzi bildet, die auch als Schwurgottheiten fungierten. Im Felsrelief von Yazılıkaya wird der Wettergott Teššub abgebildet, wie er auf zwei gebeugten Berggöttern steht. Im hurritischen Mythos um den Felsendämon Ullikummi stieg der Wettergott Teššub mit seinen Geschwistern Tašmišu und Šauška auf den Berg Ḫazzi, um den aus dem Meer wachsenden Ullikummi zu betrachten.

### Ṣapanu
Im ugaritischen Mythos war der Berg Ṣapanu der Wohnsitz des Wettergottes Baʿlu, dem der Demiurg Koṯar-Ḫasis hier einen Palast aus Zedernholz, Gold, Silber und Edelsteinen erbaute. Als Baʿlu im Kampf gegen den Totengott Motu umkam, wurde er von seiner Schwester ʾAnatu auf dem Ṣapanu bestattet, bevor sie ihn durch Bezwingung Motus wieder zum Leben erweckte. In ugaritischen Opferlisten ist Ṣapanu Empfänger von Opfertieren.

### Ṣāpôn
Im Alten Testament wird Ṣāpôn (auch Zaphon geschrieben) als Berg im Norden genannt, zum Beispiel bei Jes. 14,13 f. Das hebräische Wort ṣāpôn ‚Norden‘ ist vom Bergnamen abgeleitet, da der Berg nördlich von Palästina liegt. Im Psalm 48,2 f. wird er womöglich mit dem Berg Zion verglichen. Die Bezeichnung als Berg des Gottes Baʿal Ṣāpôn (בעל צפון; (Exodus 14,2–4 )) bezieht sich aber auf den südlichen Kasion.

### Kasion
Die Hellenisierung formte den hethitischen Namen Ḫazzi zu griechischem Kasion (altgriechisch Κάσιον), während Baʿal Ṣāpôn als Zeus Kasios (Ζεύς Κάσιος) bis ins 4. Jahrhundert auf dem Berg verehrt wurde.
Nach Plinius ist der Berg so hoch, dass man um 3 Uhr nachts von seinem Gipfel aus gleichzeitig die aufgehende Sonne im Osten und die fortdauernde Nacht im Westen sehen könne. In der wenig zuverlässigen Historia Augusta heißt es, der Kaiser Hadrian habe eine Nacht auf dem Berg verbracht, um dieses Phänomen zu erleben, ein aufziehender Sturm habe das aber verhindert. Auch Julian soll die Kultstätte des Zeus besucht haben. Da der Berg gut vom Meer aus sichtbar war, wurde Zeus Kasios auch als Schutzgottheit der Seefahrer verehrt und fand so Verbreitung nach Ägypten und Griechenland. Nach einer Version der Typhonsage bekämpfte Zeus den Typhon auf dem Kasion. Es wird sogar vermutet, dass der Name Typhon von dem Namen Ṣāpôn stammt.
Auch in der Münzprägung der nahegelegenen Stadt Seleukeia Pieria spielten der Keldağ und der dort verehrte Gott Zeus eine wichtige Rolle.

## Der südliche Kasion
Plinius nennt auch einen Berg Kasion, der an der Grenze Ägyptens am Sirbonischen See liegt, auf dem Baʿal Ṣāpôn verehrt wurde. Der Kampf zwischen Zeus und Typhon wird alternativ ebenfalls hier lokalisiert. Da der Kult des Baʿal Ṣāpôn sich auch nach Ägypten ausgebreitet hatte, dürfte auch der Bergname gewandert sein.